# Красильников, Яков Ионович
Я́ков Ио́нович Краси́льников (5 ноября 1922, Великоречье, Яранский уезд, Вятская губерния, Российская империя — 14 апреля 2004, Йошкар-Ола, Марий Эл, Россия) — советский военный, партийный и административный деятель. В годы Великой Отечественной войны и советско-японской войны — командир миномётной роты 1189 стрелкового полка 358 стрелковой дивизии 94 стрелкового корпуса 39 армии на 3 Белорусском фронте, старший лейтенант. Дважды кавалер ордена Отечественной войны и Красной Звезды. Директор Маркниторга (1982–1984). Член ВКП(б).

## Биография
Родился 5 ноября 1922 года в с. Великоречье ныне Санчурского района Кировской области в крестьянской семье. По национальности — русский.
В сентябре 1941 года призван в РККА Санчурским районным военкоматом Кировской области. Участник Великой Отечественной войны: командир миномётной роты 1189 стрелкового полка 358 стрелковой дивизии 94 стрелкового корпуса 39 армии на 3 Белорусском фронте, старший лейтенант. В 1944—1945 годах участвовал в наступательных боях в Восточной Пруссии, на Земландском полуострове. Из наградного листа ордена Александра Невского: «04.04.1945 г. … лейтенант Красильников из миномётов своей роты открыл по врагу губительный огонь, где большинство мин ложились в цель, … были выведены /из строя/ 3 огневые точки противника и уничтожены расчёты. При отходе немцев …, /тов. Красильников/ своим огнём закрыл им выход, благодаря чему противник понёс значительные потери». В 1945 году стал участником советско-японской войны. Демобилизовался из армии в июне 1948 года. Награждён орденами Отечественной войны (дважды), Красной Звезды (дважды), Александра Невского и медалями. 
В конце 1940-х годов перебрался в г. Йошкар-Олу Марийской АССР: до 1959 года – секретарь исполкома городского Совета, директор библиотечного коллектора, с 1975 года — заместитель директора, в 1982—1984 годах — директор Маркниготорга.
В 1957 году в Маркнигоиздате вышла в свет его книга «Организация работы уличных комитетов».
Скончался 14 апреля 2004 года в Йошкар-Оле.

## Боевые награды
- Орден Отечественной войны I степени (06.04.1985)[5]
- Орден Отечественной войны II степени (19.09.1945)[5]
- Орден Александра Невского (29.04.1945)[4]
- Орден Красной Звезды (16.07.1944, 07.02.1945)[5]
- Медаль «За победу над Германией в Великой Отечественной войне 1941—1945 гг.»
- Медаль «Двадцать лет Победы в Великой Отечественной войне 1941—1945 гг.»
- Медаль «За доблестный труд. В ознаменование 100-летия со дня рождения Владимира Ильича Ленина»